# Detective Conan: Cruce en la antigua capital
Detective Conan: Cruce en la antigua capital (迷宮の十字路 Meikyū no Kurosurōdo?) es el título del séptimo largometraje de la serie de anime y manga Detective Conan estrenado en Japón el 19 de abril del 2003. La película recaudó 3.2 billones de yens